# دریاچه تورگویاک
دریاچه تورگویاک (انگلیسی: Lake Turgoyak) یک دریاچه در استان چلیابینسک کشور روسیه است.